# Alexandru Manta
Pour les articles homonymes, voir Manta.
Pas d'image ? Cliquez ici

a Compétitions nationales et continentales officielles uniquement.

b Matchs officiels uniquement.
Alexandru « Alex » Manta, né le 7 juin 1977 à Bucarest (Roumanie), est un joueur de rugby à XV roumain évoluant au poste de troisième ligne (1,90 m pour 110 kg).

## Biographie
Né le 7 juin 1977 à Bucarest, Alex découvre le rugby un peu par hasard à seulement 17 ans. Issu d’une famille de handballeurs, il n’était pas du tout destiné à faire carrière dans le monde du ballon ovale. Poussé par ses amis il découvre le rugby à son entrée au lycée en intégrant une classe de sport étude. Le charme opère instantanément et sa passion l’amènera jusqu’en France en 1998.
Il intégrera dès son arrivée l'Union sportive Cublac Terrasson qui le propulsera un an plus tard au Stade aurillacois, où il signera son premier contrat professionnel pour 4 saisons[réf. nécessaire]. S’enchaîneront une saison au CA Bègles Bordeaux, trois à la Section paloise et deux au CA Brive. Parallèlement à sa carrière en France, il est sélectionné près de 50 fois en équipe de Roumanie pour laquelle il portera le brassard lors de plusieurs rencontres.

## Carrière

### En club
- 1995-1998 : RCM Timișoara
- 1998 : US Cublac Terrasson
- 1998-2002 : Stade aurillacois
- 2002-2003 : CA Bègles Bordeaux
- 2003-2006 : Section Paloise
- 2006-2007 : Castres olympique
- 2007-2009 : CA Brive
- 2009-2013 : Lyon OU
- 2013-2015 : ROC La Voulte Valence
- 2015-2016 : CS Vienne

### En équipe nationale
- 40 sélections en équipe de Roumanie, de 1996 à 2012.
- 3 fois capitaine en 2001 et 2009
- 12 essais (60 points)
- Sélections par année : 1 en 1996, 1 en 1997, 3 en 1998, 1 en 2000, 4 en 2001, 7 en 2002, 2 en 2003, 2 en 2005, 4 en 2006, 3 en 2007, 4 en 2009, 6 en 2010 et 2 en 2012

En Coupe du monde :
- 2007 : 3 sélections (Italie, Écosse, Nouvelle-Zélande)

## Palmarès
- Champion de France de Pro D2 en 2011 avec Lyon
- Vainqueur du Championnat européen des nations en 2006 avec la Roumanie
- Finaliste du challenge européen en 2005 avec Pau
- Troisième de la Coupe du monde junior en 1996 avec la Roumanie